# 趙珝
赵珝（851年—905年），字有节，唐朝陈州人，赵犨的幼弟。
赵珝刚毅，好读书，善骑射，精通《三略》。赵犨为陈州刺史，以赵珝为亲从都知兵马使。黄巢东出商州、邓州，掘长壕五百道攻陈州。赵珝激励麾下，约以死节。赵珝以祖先在城外数里，怕被敌兵盗发，夜派心腹之士迁柩入城。府库原有巨弩数百枝，机牙缺少，工人都说不可用。赵珝创意改制，自调弦筈，置之女墙间，射出五百余步，射中人马，都洞穿胸腋。自仲秋至第二年初夏，军粮将尽，士兵不饱，但志气不移。朱温率大军解围，赵珝兄弟流泪感谢。其后朝廷议功，加检校右仆射，遥领处州刺史。赵犨死后，赵昶为忠武军节度使，赵珝为行军司马、检校司空。赵昶死后，赵珝知忠武军留后。赵珝干练，明察符籍虚实，财谷收支，百姓利病。朱温很看重他，表奏他加特进、检校司徒，充忠武军节度使。陈州土壤疏松，每年壁垒塌坏，土木工程不断，赵珝让百姓用砖环砌城墙，从此没有水灾害城的危险。光化二年（899年），加检校太保、平章事。次年，检校侍中，进封天水郡公。赵珝以陈州本伏羲所都，南顿是汉光武帝旧地，于是考察古制，修建庙宇，为百姓祈福之所。又访询邓艾故址，疏导翟王河以灌溉稻粱，充实仓库，百姓获利。赵珝兄弟节制陈州、许州，共二十余年。天复元年（901年）冬，朱温以韩建为忠武军节度使，征赵珝知同州匡国军节度留后。朱温统军攻打凤翔，赵珝调发军资。唐昭宗回到长安，诏他入觐，赐迎銮功臣之号。赵珝坚辞，于是加检校太傅、右金吾卫上将军。扈从唐昭宗东迁，一年后，以病免官，回到淮阳。不久，在私第去世，年五十五岁。赠侍中，陈州人为他罢市。他的儿子赵縠，官至左骁卫大将军、宣徽北院使。唐庄宗灭后梁，赵縠与从兄赵岩被族诛。